# MSCI World

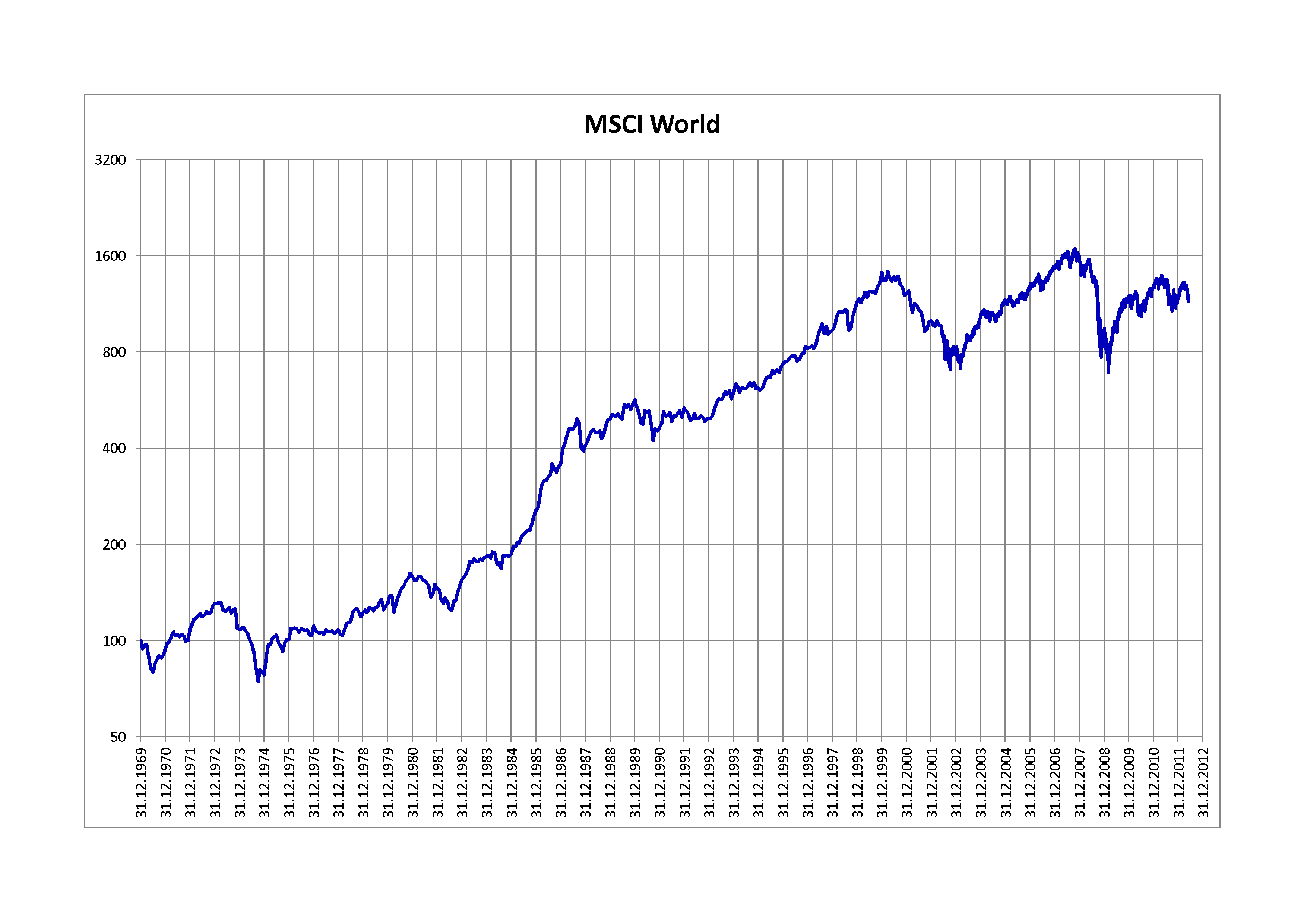
MSCI World (1969-2012).

MSCI World is een wereldwijde aandelenindex van Morgan Stanley Capital International (MSCI).

## Beschrijving
De index is samengesteld uit 1395 aandelen uit 23 ontwikkelde landen (aantallen per 31 december 2024). De index wordt sinds 1969 berekend en de startwaarde was 100 punten. Bij de berekening van de index wordt geen rekening gehouden met het uitgekeerde dividend. Het is een veel gebruikte standaard benchmark voor wereldwijde beleggingsfondsen.
Alle aandelen in de index vertegenwoordigen een totale beurswaarde van US$ 69.800 miljard. Binnen de index is de Verenigde Staten het grootst met een gewicht van 74%, gevolgd door het Japan (5%) en het Verenigd Koninkrijk (4%). De grootste sector bestaat uit informatietechnologie ondernemingen met een belang van 26% gevolgd door de financiële sector op de tweede plaats met 16%. De onroerendgoedsector is het kleinst, deze vertegenwoordigt 2% van de totale index. In de top 10 staan alleen Amerikaanse bedrijven en deze hebben een gezamenlijk gewicht van 26% in de index.
In tegenstelling tot wat de naam wellicht suggereert, wordt in de MSCI World-index uitsluitend aandelen uit ontwikkelde landen meegenomen. In de MSCI All Country World-index (MSCI ACWI) zijn wel aandelen uit opkomende landen opgenomen. Deze index wordt vanaf 31 mei 1990 bijgehouden en bestaat per 31 december 2024 uit 2647 beursgenoteerde bedrijven met een totale marktkapitalisatie van US$ 77.500 miljard. Het gewicht van de Verenigde Staten is ongeveer 67%. De Volksrepubliek China heeft een gewicht van 3%. Voor de overige landen en sectoren zijn de verschillen met de MSCI World-index veel kleiner. De top 10 bestaat uit negen bedrijven die gevestigd zijn in de Verenigde Staten en een in Taiwan (TSMC).

## Rendementen
| Jaar | MSCI World | MSCI ACWI |  | Jaar | MSCI World | MSCI ACWI |
| 2001 | −16,52%    | −15,91%   |  | 2021 | 22,35%     | 19,04%    |
| 2002 | −19,54%    | −18,89%   |  | 2022 | −17,73%    | −17,96%   |
| 2003 | 33,76%     | 34,63%    |  | 2023 | 24,42%     | 22,81%    |
| 2004 | 15,25%     | 15,75%    |  | 2024 | 19,19%     | 18,02%    |
| 2005 | 10,02%     | 11,37%    |  |      |            |           |
| 2006 | 20,65%     | 21,53%    |  |      |            |           |
| 2007 | 9,57%      | 12,18%    |  |      |            |           |
| 2008 | −40,33%    | −41,85%   |  |      |            |           |
| 2009 | 30,79%     | 34,51%    |  |      |            |           |
| 2010 | 12,34%     | 13,21%    |  |      |            |           |
| 2011 | −5,02%     | −6,86%    |  |      |            |           |
| 2012 | 16,54%     | 16,80%    |  |      |            |           |
| 2013 | 27,37%     | 23,44%    |  |      |            |           |
| 2014 | 5,50%      | 4,71%     |  |      |            |           |
| 2015 | −0,32%     | −1,84%    |  |      |            |           |
| 2016 | 8,15%      | 8,48%     |  |      |            |           |
| 2017 | 23,07%     | 24,62%    |  |      |            |           |
| 2018 | −8,20%     | −8,93%    |  |      |            |           |
| 2019 | 28,40%     | 27,30%    |  |      |            |           |
| 2020 | 16,50%     | 16,82%    |  |      |            |           |